# إريك غوندرسن
إريك غوندرسن (بالدنماركية: Erik Gundersen) هو سائق سيارة سباق دنماركي، ولد في 8 أكتوبر 1959 في إيسبيرغ في الدنمارك.